# 川瀬葉月
川瀬葉月（かわせ はづき、旧活動名 葉月（はづき））は、日本のシンガーソングライター・ピアニスト・作曲家である。

## 来歴
中学2年生の時に師事していたエレクトーンの先生がヤマハのコンクールで優勝したことを機に、音楽の道に進むことを決心、東京都立小平高等学校入学後にピアノを始め、1年生の時に観たオペラ『魔笛』のアリアに感激して声楽家を目指す。桐朋学園大学声楽科に入学したが、喉をこわしオペラ歌手を断念、演奏家として生きることを決意。のちにピアノを本格的に学ぶため同大学短期大学部（現・桐朋学園芸術短期大学）ピアノ科に再入学して卒業した。在学中にドイツのフライブルク音楽大学の海外研修にも参加している。
卒業後はアンサンブルピアニストとして多くの声楽家、合唱団と共演する傍ら、音楽プロモートを行う「ラ・ベルジャボット」を設立して代表を務め、音楽、演劇、アートをコラボさせた舞台等をプロデュースする。
友人の薦めでライブハウス「江古田マーキー」のオーディションを受けて合格、2008年8月からシンガーソングライター川瀬葉月として、オリジナル曲によるピアノ弾き語りを中心とするライブ活動を開始した。以後、都内のライブハウス、コンサートホールを中心に活動しているほか、旭川、那須など国内各地でも公演を行っている。
シンガーソングライター・ピアニストである特長を生かし、なかざわけんじ、関口誠人、大須賀ひでき、リリーズ、木村理恵、久米小百合（久保田早紀）・久米大作夫妻、NCM2 CHOIR（米ロサンゼルスを拠点に活動する日系ゴスペルコーラスグループ）、島健など、様々なアーティストとジョイントライブを行っている。なお、NCM2 CHOIRとは2014年6月にロサンゼルス公演を行っている。一宮龍成「INFINITY LOVE」（カラオケにて配信）を楽曲提供するなど、ソングライターとしても多くの作品を手がけている。病院や障がい者施設において音楽療法を手がけるほか、被災地支援イベントや動物愛護イベントに出演するなど、音楽を通した社会貢献にも力を注ぎ、2014年2月にはペットの殺処分ゼロを目指す活動の一環として、チャリティーCD『もしも…〜消え逝く命を前に〜』を発売している。
西武鉄道沿線出身ということもあり、所沢駅、狭山市駅の駅ナカイベント、江古田駅の駅前広場イベント、西武園ゆうえんちで行われたペット関連イベントに出演したほか、J:COMチャンネルの地域情報番組「ジモトピたまろくと」のエンディングにオリジナル曲『レーヴ・アンフィニ〜無限な夢〜』が使用されるなど、地域に密着した活動も多い。松坂直美のドキュメンタリー映画『昭和を生きた歌謡詩人 松坂直美の生涯』の音楽を担当、オリジナル曲『祈り』がテーマ曲として採用。
2017年には東京都小平市主催による作曲講座（1～2月）およびアカペラ講座（5～7月）の講師を務めた。
2020年4月、公式YouTubeチャンネル『Hazuki♬Channel』、8月、公式サイト『Hazuki Official website』をそれぞれ開設した。10月1日、音楽プロデューサーK.Tajima主催により音楽集団『Music Compass』が設立され、ジャズボーカルとして参加。10月3日、FM西東京『葉月のレーヴ・アンフィニ～無限な夢Radio～』放送開始。
2015年12月25日より「川瀬葉月」から「葉月」に改名して演奏活動を行っていたが、2024年7月7日付で「川瀬葉月」に戻すことを発表した。（作詞・作曲・編曲活動は一貫して「川瀬葉月」名）
2022年から、宝塚歌劇団・劇団四季出身の渓なつきとユニット『HANATSUKI』（HAZUKIとNATSUKIを合わせた名称）を組み、同年7月31日を皮切りに定期的にコンサート活動を行うとともに、2023年4月からは同氏と合唱団『St.Berry Choir（セイントベリークワイヤー』を設立し、共同で指導を行っている。
2024年7月、前述のNCM2 CHOIRとのコラボレーション楽曲『Blessing of the Night』が全世界配信リリースされた。
2025年1月、自身がアレンジ・プロデュースを手がけた『HANATSUKI』の1stアルバム『The Letter』をリリースした。

## ディスコグラフィ

### アルバム
- ピンクの豚（2009年6月）〔レオンジャパン・プロ〕※「川瀬葉月」名義
- レーヴ・アンフィニ〜無限な夢〜（2012年11月）〔HARU RECORDS〕※「葉月」名義
- 傘〜君が君であるために〜（2014年1月）〔HARU RECORDS〕※「川瀬葉月」名義
- My Favorite Things（2020年12月）〔Music Compass〕※「Music Compass」として
- The Letter（2025年1月）〔St.Berry RECORDS〕※「HANATSUKI」として

### シングル
- レーヴアンフィニ（2009年11月）※「川瀬葉月」名義
- 祈り（2011年4月）※「川瀬葉月」名義
- もしも… 〜消え逝く命を前に〜（2014年2月）※「川瀬葉月」名義
- Blessing of the Night（feat.NCM2 CHOIR）（2024年7月）※「Hazuki Kawase」名義（Apple Music配信）

## 参照
- ほのぼのマイタウン vol.159（2012年12月）